# Leer Effe Fietsen
Leer Effe Fietsen (kortweg LEF) is een televisieprogramma van de Schooltv dat tot stand is gekomen in samenwerking met Veilig Verkeer Nederland. In deze driedelige jeugdserie staat het verkeer centraal. Behandeld worden onder andere waar een veilige fiets aan moet voldoen, de dode hoek, verantwoordelijkheid en diverse verkeersborden.

## Verhaal
De opa (Frits Lambrechts) van Luc (Emiel de Voogd) vindt dat Luc te weinig buiten speelt. Hij besluit een fietstocht uit te zetten met verrassing aan het einde. Samen met Farid (Ismael el Mourabet), de buurjongen en beste vriend van Luc, knappen ze de fiets op en vertrekken. Luc en Farid worden uiteindelijk via een aantal verkeerssituaties naar het station geleid waar de verrassing van opa ligt verstopt in een kluis. Als de jongens de kluis openen, blijkt het een grap van opa te zijn. Opa heeft namelijk een mechanisme in de kluis gemonteerd dat ervoor zorgt dat Luc en Farid slagroomsoesjes in hun gezicht krijgen. Terugfietsend worden ze betrokken bij een roofoverval. De overvaller (Jim van der Wouden) slaagt erin om de jongens te misbruiken in een geheim plan. Uiteindelijk slaan de jongens op de vlucht en kunnen ze aan hem ontkomen. Even later wordt de overvaller opgepakt. De hoofdcommissaris (Herwin van Gelder) zorgt er als beloning voor, dat er een verkeersdrempel in de straat wordt aangelegd.

## Cast
- Luc (Emiel de Voogd)
- Farid (Ismael el Mourabet)
- Opa (Frits Lambrechts)
- Overvaller (Jim van der Wouden) (afl. 2 en 3)
- Laura (Sara Vonsee) (figurant in alle drie afleveringen)
- Meiden (Renata Goncalves en Faustina Goncalves (figuranten in alle drie afleveringen)
- Hoofdcommissaris (Herwin van Gelder) (afl. 3)
- Journaliste (Jennifer Evenhuis) (afl. 3)
- Politieagenten (Natasja de Wildt (afl. 2) en Edwin Kempers en Mieke Bergevoet (afl. 3))
- Vrachtwagenchauffeur (Jan van Vulpen) (afl. 2)
- Postbode (Rob Volz) (figurant in afl. 1)